# بیرا ایچنوسا
بیرا ایچنوسا (انگلیسی: Birra Ichnusa) شرکت صنایع غذایی ایتالیایی است، که در سال ۱۹۱۲ تأسیس شد.